# Der Wunsch

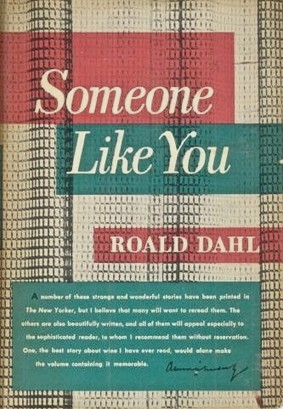
Someone Like You – vordere Umschlagseite der Erstauflage von 1953

Der Wunsch ist eine Kurzgeschichte des britischen Schriftstellers Roald Dahl (1916–1990). Sie wurde unter dem englischen Originaltitel The Wish erstmals 1953 in Dahls zweiter Sammlung von Kurzgeschichten mit dem Titel Someone Like You veröffentlicht. Die deutsche Übersetzung Der Wunsch von Hans-Heinrich Wellmann wurde 1967 in der Sammlung ...und noch ein Küßchen! (Inhalt wie in Someone Like You) herausgegeben.

## Handlung
Ein Junge sitzt gelangweilt zuhause auf einer Treppe und starrt auf den riesigen rot-, schwarz- und gelbgemusterten Teppich, der sich in der Diele von der Treppe bis zur Haustür erstreckt. In seiner Fantasie sind die roten Muster heiße Kohlen, die ihn bei Berührung vollständig verbrennen würden. Die schwarzen Felder erinnern ihn an Giftschlangen, die ihn beim Berühren beißen und töten würden. Der Junge stellt sich die Aufgabe, den Weg von der Treppe bis zur Haustür über den Teppich so zu finden, dass er nur die gelben Felder betreten würde. Wenn er das Ziel erfolgreich erreichen würde, ohne verbrannt oder tödlich gebissen zu werden, würde er zu seinem Geburtstag am nächsten Tag als Belohnung einen jungen Hund bekommen – so ist seine Vorstellung.
Der erste Teil des Weges ist einfach, aber dann erreicht er schwierige Felder und muss immer größere und kompliziertere Schritte machen, um nicht ins „Feuer“ oder auf die „Schlangen“ zu treten, sondern auf die sicheren gelben Felder zu kommen. Schließlich erreicht er mühsam die Mitte des Teppichs und erkennt, dass eine Umkehr oder ein Abspringen unmöglich ist. Der Junge wird von panischem Schrecken erfasst und macht einen Schritt zum einzigen erreichbaren gelben Feld; sein Fuß ist nur einen Zentimeter von einer schwarzen Stelle entfernt. Eine Schlange bewegt sich, hebt den Kopf und starrt den Jungen an. Nach weiteren schwierigen Schritten voller Angst muss er einen riskanten Sprung wagen. Er macht einen Spagat und sieht unter sich die sich windenden glänzenden Schlangenkörper. Der Junge schwankt, fuchtelt wild mit den Armen, streckt "instinktiv die Hand aus, um den Sturz zu dämpfen. Das, was er gleich darauf sah, ließ ihn vor Entsetzen gellend aufschreien: Seine bloße Hand stieß mitten hinein in eine große, glänzende Masse von Schwarz und verschwand darin.
Draußen im Sonnenschein, weit hinter dem Haus, suchte die Mutter ihren Sohn."